# دلقک‌ماهی نارنجی
دلقک‌ماهی نارنجی (نام علمی: Amphiprion percula) نام یک گونه از سرده دواره‌ای‌ها است.